# Cho Jae-jin
Cho Jae-jin (조재진?, 曺宰溱?; Paju, 9 luglio 1981) è un ex calciatore sudcoreano.